# Mallocampa alenica
Mallocampa alenica är en fjärilsart som beskrevs av Embrik Strand 1912. Mallocampa alenica ingår i släktet Mallocampa och familjen ädelspinnare. Inga underarter finns listade i Catalogue of Life.